# Sveriges damlandskamper i fotboll 2002
Sveriges damlandskamper i fotboll 2002

## Matcher
| Datum      | Spelplats |         |           | Resultat | Typ av match      |
| ---------- | --------- | ------- | --------- | -------- | ----------------- |
| 23 januari | Murcia    | Spanien | Sverige   | 0 – 0    | Träningsmatch     |
| 25 januari | La Manga  | Sverige | England   | 5 – 0    | Träningsmatch     |
| 1 mars     | Albufeira | USA     | Sverige   | 1 – 1    | Algarve Cup 2002  |
| 3 mars     | Ferreiras | Sverige | Norge     | 3 – 3    | Algarve Cup 2002  |
| 5 mars     | Lagos     | England | Sverige   | 3 – 6    | Algarve Cup 2002  |
| 7 mars     | Faro      | Sverige | Tyskland  | 2 – 1    | Algarve Cup 2002  |
| 4 maj      | Göteborg  | Sverige | Island    | 6 – 0    | Kval till VM 2003 |
| 8 maj      | Solna     | Sverige | Schweiz   | 4 – 0    | Kval till VM 2003 |
| 9 juni     | Ballerup  | Danmark | Sverige   | 2 – 1    | Kval till VM 2003 |
| 26 juni    | Jakobstad | Finland | Sverige   | 0 – 5    | Kval till VM 2003 |
| 18 augusti | Östersund | Sverige | Nordkorea | 1 – 0    | Träningsmatch     |
| 12 oktober | Växjö     | Sverige | Polen     | 8 – 0    | Träningsmatch     |